# 香蕉共和國

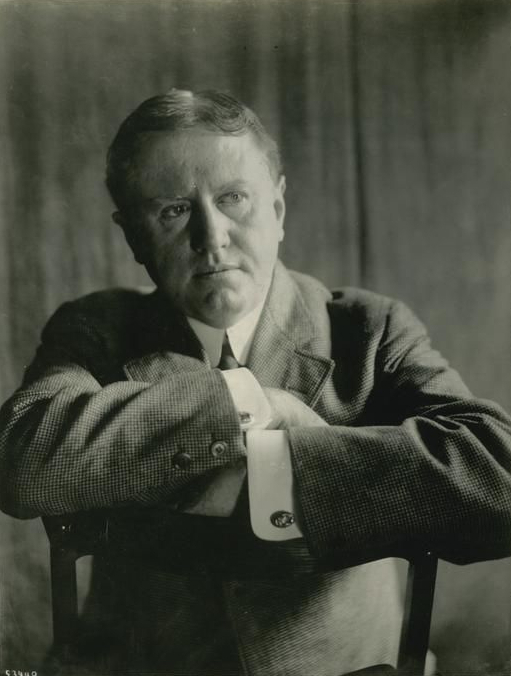
“香蕉共和国”一词是美国作家歐·亨利（1862–1910）于1904年创造的。

香蕉共和國（英語：Banana Republic）是某一種政治及经济体系的貶稱，特別指那些擁有廣泛貪污和有強大外國勢力介入及間接支配之傀儡國家，名字的由來是這種國家通常是依賴出口如香蕉、可可、咖啡等的经济作物。有關形容詞也應用於具裙帶資本主義色彩的資本主義國家，而在特定語境中，專指美國（政府與企業家）在中南美洲操控的被保護國和傀儡政權。

## 名称来源

### 背景
“香蕉共和国”最初是指洪都拉斯、危地马拉等经济命脉在美国联合果品公司（United Fruit Company）和标准果品公司（Standard Fruit Company）控制下的中美洲国家。
香蕉作為熱帶水果，南北戰爭後日漸受到美國人喜愛，:78-79、108當時距離美國最靠近的適宜種植地是牙買加等加勒比海地區，然而供不應求的局面，注定了種植地的西移。:79-8319世紀下半葉，美洲地區諸國追求發展，諸國爭建鐵路。其中1871年時，即有美国鐵路企業家亨利·梅格斯在哥斯达黎加鋪設首都聖荷西至東部港口檸檬港的鐵路，當時該工程交付其侄兒基斯負責，幾度波折後，基斯拿下了99年的鐵道經營權，並取得鐵道週圍80萬英畝免稅土地種植香蕉。基斯在1890年鐵道建竣前，即已開始種植香蕉，出口美國東南部地區。不久後這些水果比起鐵路還要賺錢，這美國商人因持有大片土地種植香蕉而發跡，最後甚至還娶了哥斯达黎加前總統之女為妻。:86-89
1899年時，基斯已經全面壟斷中美洲的香蕉事業，但同年卻因紐約突發的財務事件而面臨財務危機。當哥斯達黎加政府與當地的本土精英奔走相助也無法解除其危機時，基斯不得不與其競爭對手，安德鲁·普雷斯頓主導的波士頓果品公司談判合併事宜以解決其財務危機。1899年3月30日，兩家公司由是合併為聯合果品公司。波士頓果品公司稱霸加勒比海地區並主導了美國東北部的香蕉市場，兩家公司合併以後，互補長短，規模日益擴大。基斯繼續按照以“鐵道換土地”的不平等模式，在中南美洲擴張，陸續在巴拿馬、危地馬拉、洪都拉斯、尼加拉瓜、哥倫比亞、厄瓜多爾開闢一座又一座的香蕉園。:89-90
1870年之前美國人並不認識香蕉，然自該鐵路建築後的28年內，美國共消費了1,600萬串香蕉，到了1899年，《洛杉磯時報》稱拉丁美洲是“山姆大叔的新果園”。香蕉產業使美國人日漸掌控拉丁美洲，甚至變成了他們必須掌控拉丁美洲的理由。1898年美西戰爭以後35年間，美國軍事干預拉丁美洲事務高達28次。如1912年，美國入侵洪都拉斯讓聯合果品得以建設鐵路。光是1918年，美國軍隊就平定了巴拿馬、哥倫比亞和瓜地馬拉的多起香蕉工人罷工案。:92-93

### 出處及流傳
在前述背景下，“香蕉共和国”這一辭彙於1904年在美国作家歐·亨利的小說《白菜與國王》中出現。歐·亨利以虛構的「Republic of Anchuria」影射在美國控制下的洪都拉斯，稱之為香蕉共和國。
隨後該詞在1928年12月6日發生的哥倫比亞大屠殺事件後開始廣為流傳，再其後1935年時，《君子》雜誌的某篇文章批評了美國過去在中美洲拓墾活動的不人道，並把默許香蕉公司和美國政府所作所為的國家稱為香蕉共和國:118-125、308。

### 案例
自此，这两家公司操控这些国家的经济命脉，又自行或透過美国政府插手这些国家的政治、经济，甚至操纵更改总统人选，例如瓜地馬拉。
1951年，瓜地马拉的第一位民選总统阿本斯宣布将联合果品公司在瓜地马拉25萬英畝的閒置土地收归国有後分發予貧民，引起該公司強烈的不滿。阿本斯的做法是因為當時聯合果品公司在瓜地馬拉佔有的400萬英畝土地，幾達瓜國可耕地面積的七成，可是因為巴拿馬病當時肆虐，不能耕種香蕉，該公司卻寧可選擇讓超過四分之三的持有地成為休耕地而任其荒廢。不滿土地遭到沒收的聯合果品公司發動公關戰，其中發行的《1952年瓜地馬拉報告》沒有根據地指控阿本斯政府是蘇聯的鷹犬。當時，麥卡錫主義籠罩美國，身任联合果品公司的紐約法律事務所股東的美国国务卿約翰·福斯特·杜勒斯及其曾任聯合果品公司股東的弟弟—中情局局長的艾倫·杜勒斯乃于1954年策动其竞争對手卡洛斯·卡斯蒂略·阿马斯自洪都拉斯入侵，事件最終成功迫使阿本斯政府垮臺，阿本斯本人流亡海外至死。此後30年，瓜國在右翼獨裁政府的暴政下喪生20餘萬人。智利诗人聂鲁达為此写了一首名为《联合果品公司》的讽刺诗。:165-172、309-310

## 曾受美國操控的拉美傀儡國
- 巴拿馬的親美政權（1903-1964年）
- 古巴共和國（1902-1959年）：古巴從1899年美西戰爭後被美軍占領，至1902年形式上獨立為共和國，但美國仍操縱古巴，一直到1959年卡斯楚推翻美國扶持的巴蒂斯塔獨裁政權。
- 多明尼加共和國的拉斐爾·特魯希略獨裁政權（1930-1961年）
- 尼加拉瓜共和國的蘇慕薩獨裁政權（1934-1979年）：當美國結束1912年到1933年對尼加拉瓜的占領之後，於1934年扶植了蘇慕薩的親美政權。
- 瓜地馬拉共和國的阿馬斯及Fuentes的獨裁政權（1954-1984年）：因美國艾森豪威尔總統發動1954年危地馬拉政變而誕生的親美獨裁政權
- 洪都拉斯共和國的安迪諾政權（1933-1949年）
- 薩爾瓦多共和國的親美政權（1973-1992年）
- 哥斯大黎加共和國的費德里科·蒂諾科·格拉納多斯獨裁政權(1917年-1919年)
- 智利的皮諾切特獨裁政權（1974-1990年）：因為1970年上台的智利左派總統改走親蘇路線，於是1973年美國尼克森總統策動一場流血政變，扶持皮諾切特將軍建立了親美的獨裁政權。
- 海地的美國占領期（1915-1934年）

## 註腳
1. 1 2 3 4 5 6 7  丹恩·凱波（Dan Koeppel）. . 謝佩妏翻譯. 馥林文化. 2009. ISBN 978-986-6535-37-6.
2. ↑  .   [2015-04-20]. （原始内容存档于2008-10-30）. （页面存档备份，存于）
3. 1 2 3  鄭閔聲. . 中時電子報. 2013-01-17  [2015年4月10日]. （原始内容存档于2015-04-17）. （页面存档备份，存于）
4. ↑  1935 Esquire July 70/1 We strung along with Major Brown on the inhuman aspects of war in the banana republics.